# Тунчер Кърджалиев
Тунчер Мехмедов Кърджалиев е български лекар, политик, народен представител от парламентарната група на ДПС в XLI, XLII и XLIII народно събрание.

## Биография
Тунчер Кърджалиев е роден на 3 юли 1969 година в град Търговище, България. Завършва висшето си образование в Медицински университет - Варна и Медицински университет - София. Специалист по Вътрешни болести и Здравен мениджмънт. Работи като лекар от 1995 г. до 2009 година в МБАЛ – Търговище и в Групова практика „Медика-9“.

## Професионална кариера
В периода между 1995 – 2009 година работи като като лекар-ординатор в Обединена поликлиника-Търговище, Първо и Второ вътрешно отделение към Многопрофилна болница-Търговище, ГППМП „Медика-9“.

## Политическа кариера
През 1990 година става член на ДПС – студентска организация – гр. Варна. През 2000 година става Общински председател на ДПС-Търговище, член на Областния и Централен съвет на ДПС, а от 2010 година е член на Централно оперативно бюро на ДПС. През 2007 година става Председател на Общинския съвет – Търговище. През 2009 година е избран за народен представител от Търговищки многомандатен избирателен район – заместник-председател на Комисията по правата на човека, вероизповеданията, жалбите и петициите, а също – член на Комисията по здравеопазване. На парламентарните избори през 2013 г. е водач на листата на ДПС в Търговище и е избран за втори мандат като народен представител. В XLII НС е заместник-председател на парламентарната група на ДПС, а също – председател на Комисията по правата на човека и жалбите на гражданите, както и заместник-председател на Комисията по здравеопазване. На извънредните ПИ 2014 г. е също водач на листата на ДПС в Търговище и е избран за трети мандат Народен представител. В XLIII НС е заместник-председател на парламентарната група на ДПС, а също –  заместник-председател на Комисията по вероизповедания и права на човека, както и член на Комисията по здравеопазване.

### Избори
На местните избори през 2011 година е издигнат от листата на ДПС като кандидат за Кмет на Търговище. На първия тур от изборите е втори, като получава 7741 гласа (27,79 %) и отива на балотаж с Красимир Мирев от БСП.